# Železniška postaja Moškanjci
Železniška postaja Moškanjci je ena izmed železniških postaj v Sloveniji, ki oskrbuje bližnje naselje Moškanjci.